# Coupe de France Étudiants
Pour les articles homonymes, voir CFE.
La Coupe de France Étudiants (CFE) est une compétition de voile en monotypie qui se déroule chaque année depuis 1994 entre janvier et avril. Inscrite au calendrier officiel de la Fédération Française de Voile, elle est rattachée à l'organisation de la Course Croisière EDHEC (CCE) et permet à des équipages de s'entraîner avant de participer aux régates de l'année, en particulier à la CCE.
La Coupe s'étend généralement sur trois ou quatre rencontres, espacées sur plusieurs week-ends, et sacre un équipage vainqueur en mars. Afin de promouvoir la voile étudiante, seuls les équipages composés d'étudiants et qui ont concouru sur toutes les manches peuvent prétendre à la récompense : le titre de Champions de France Étudiants, et les frais de participation à la Course Croisière EDHEC offerts. Jusqu'à 600 participants se réunissent à ces sessions d'entraînement de haut niveau, dont l'organisation se fait également par des étudiants[source secondaire souhaitée].
Depuis 2024, la Coupe de France Étudiants s'est renouvelée dans un nouveau format : CAP'CCE. Cette course officielle, de grade 5A, inscrite au calendrier de la Fédération Française de Voile, se présente comme un week-end d'entraînement à la Course Croisière Edhec.[source secondaire souhaitée]

## Situation

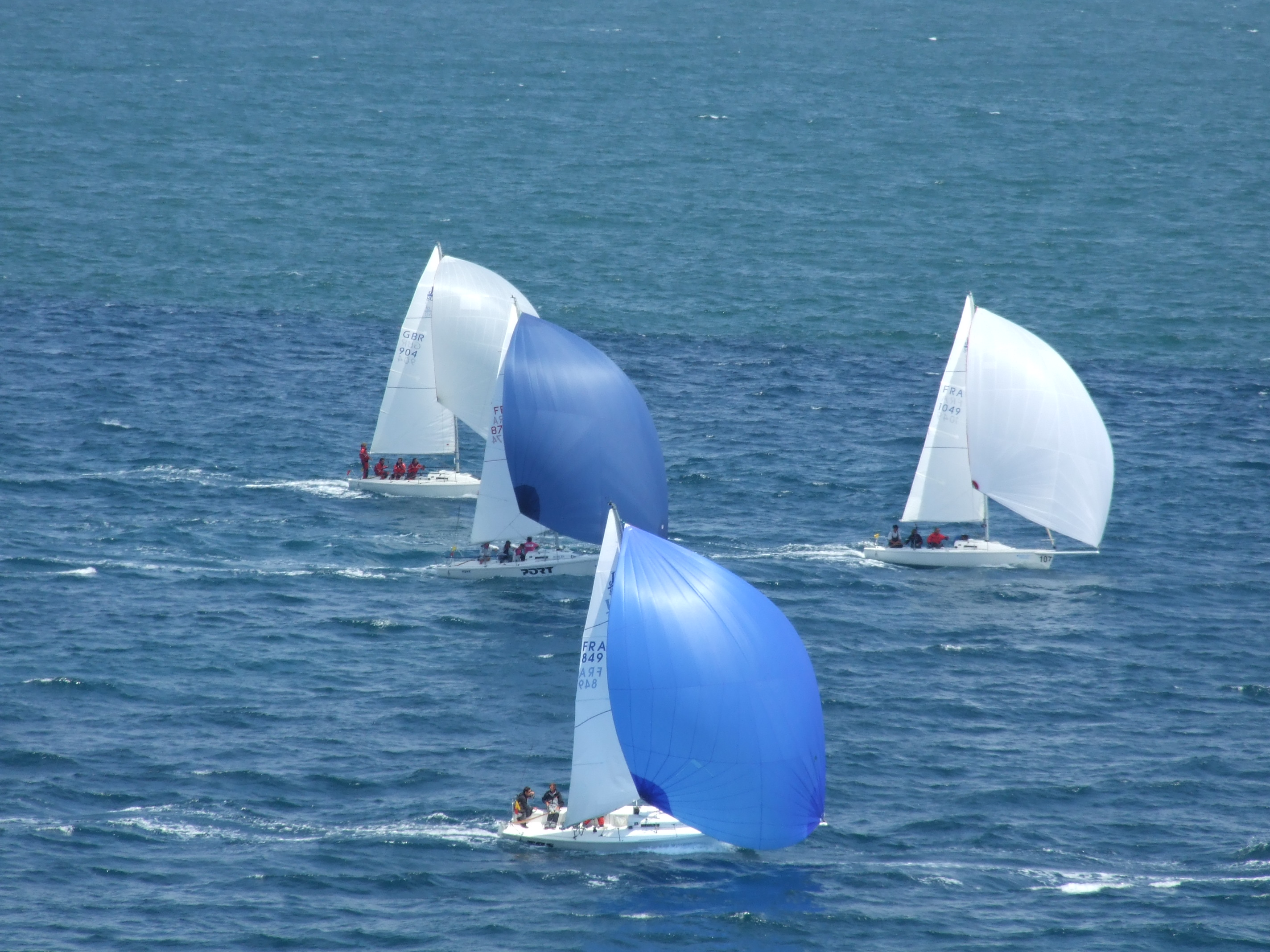
Des J/80, l'un des modèles les plus répandus dans les manches de la Coupe de France Étudiants.

La Coupe de France Étudiants s'échelonne traditionnellement sur 3 ou 4 étapes dans les premiers mois de l'année civile, ce qui donne aux participants réguliers un entraînement conséquent pour les régates à venir. Si la Coupe a été initialement créée pour servir de seul entraînement à la CCE, elle est désormais une compétition autonome, à qui la Fédération Française de Voile a décerné le grade 4.
En l'espace de 22 ans de compétition, les participants ont pu mettre le cap sur la plupart des grands ports français de la Manche, de l'Atlantique ou de la Méditerranée.
Les bateaux en compétition sont des monotypes.

## Organisation
Les organisateurs sont des étudiants faisant partie de l'association Course Croisière EDHEC et planifient ces étapes en parallèle de leur gestion de la régate d'avril.

## Palmarès

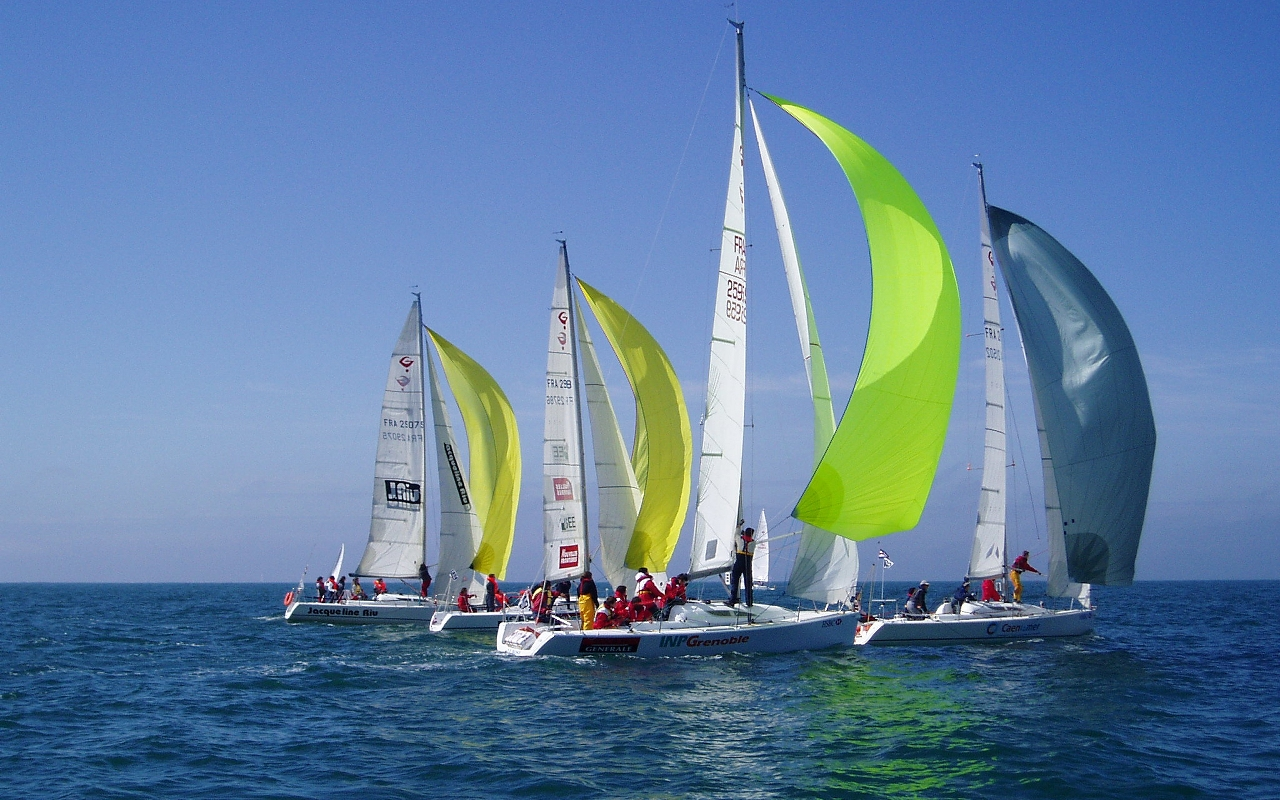
Des voiliers de type Grand Surprise (GSu), souvent présents à la Coupe de France Étudiants.

Les gagnants de la Coupe de France Étudiants sont sacrés « Champions de France Étudiants » et se voient offrir les frais d'inscription à la Course Croisière EDHEC. Parmi les plus récents vainqueurs se trouvent les équipages :
- 2024 : (CAP'CCE) : Cercle Nautique des Carabins Parisiens
- 2017 : Isep
- 2016 : Isep
- 2015 : Isep Thales[2]
- 2014 : Supaéro - Isep Thales
- 2013 : Isep Thales
- 2012 : Hydro Sailing Team